# Sven Moberg
Sven Torsten Moberg, född 19 november 1919 i Göteborgs Oscar Fredriks församling, död 4 oktober 1994 i Vällingby församling, var en svensk ämbetsman och politiker (socialdemokrat). Han var måg till Yngve Brilioth.
Moberg promoverades till filosofie doktor och blev docent vid Lunds universitet 1952. Han var byråchef vid Socialstyrelsen 1953–1956, vid Statistiska centralbyrån 1956–1958, inom Ecklesiastikdepartementet 1958, kansliråd där 1958–1960, avdelningschef 1960–1963 och statssekreterare 1963–1967. Moberg var ordförande, ledamot respektive expert i ett flertal statliga utredningar 1945–1965.
Moberg var konsultativt statsråd (undervisningsminister) 1967–1973, ledamot av riksdagen för Örebro läns valkrets 1971–1973 och generaldirektör i Statskontoret 1973–1983. Som undervisningsminister ansvarade han för gymnasie- och högskolefrågor.
Moberg invaldes 1976 som ledamot av Ingenjörsvetenskapsakademien. Han är gravsatt i minneslunden på Råcksta begravningsplats.

## Anmärkningslista
1. ↑  Moberg blev invald i riksdagen även i 1973 års val, men avsade sig platsen innan den nya riksdagen tillträdde, eftersom han utsetts till generaldirektör.[7]